# La Porte (Indiana)
La Porte è una città degli Stati Uniti d'America, capoluogo della Contea di LaPorte, nello Stato dell'Indiana.
La popolazione era di 22 096 abitanti nel censimento del 2012.